# José de Mendoza y Sánchez Boquete
José Tiburcio de Mendoza y Sánchez Boquete fue un político peruano. 
Nació en Lima el 15 de febrero de 1791, hijo de Tiburcio Alfonso de Mendoza Ladrón de Guevara y de los Ríos y de Catalina Perfecta de Sánchez Boquete. Su padre fue alcalde ordinario de Lima en 1802 y propietario de los mayorazgos de su casa, los mismos que heredó.
Fue miembro del Congreso Constituyente de 1822 por el departamento de Ayacucho. Dicho congreso constituyente fue el que elaboró la primera constitución política del país.